# Elaine Stritch at Liberty

Elaine Stritch

Elaine Stritch at Liberty è un one woman show in cui Elaine Stritch racconta al pubblico, con canzoni e ricordi, la storia della sua vita: da quando ha lasciato Boston per New York all'incontro con Marlon Brando, dalla vita come sostituta di Ethel Merman a Broadway al trionfo assoluto con il musical Company, senza trascurare racconti della sua vita privata come il suo alcolismo.
Lo spettacolo ha debuttato a Broadway nel febbraio 2002 ed è rimasto in scena per 69 repliche: per la sua performance Elaine Stritch ha vinto il Tony Award, il Drama Desk Award e l'Outer Critics Circle per la miglior performance in uno spettacolo da solista. Nel 2004 lo spettacolo è andato in scena all'Old Vic di Londra e la Stritch è stata candidata al Laurence Olivier Award alla migliore attrice in un musical. Lo spettacolo è stato registrato a Londra dal documentarista D. A. Pennebaker ed il DVD dello spettacolo ha vinto il Primetime Emmy Award for Outstanding Variety, Music, or Comedy Special e l'Emmy Award For Best Individual Performance in a Variety or Music Program.

## Brani musicali
- "All in Fun"
- "Broadway Baby"
- "But Not For Me"
- "If Love Were All"
- "Can You Use Any Money Today?"
- "Civilization"
- "Hooray For Hollywood"
- "I'm Still Here"
- "I've Been to a Marvelous Party"
- "I Want A Long Time DaddY"
- "The Little Things You Do Together"
- "Something Good"
- "The Ladies Who Lunch"
- "The Party's Over"
- Something Good (bis)